# 堅持 (電影)
《坚持》(韓語：버티고) 为2019年上映的韩国爱情剧情片，由《愛情小說》的导演全季洙担任编剧并执导，千玗嬉、劉太旿、鄭宰光主演，2019年10月5日在第24届釜山国际电影节“韩国电影的今日－全景”单元举行首映，而后10月16日在韩国影院上映。

## 剧情概要
电影讲述30出头的平面设计师徐英（千玗嬉 饰演），作为合同工在公司工作。她梦想着拥有稳定的生活，但是现实却离梦想非常遥远。她和公司内的镇秀（刘太旿 饰演）有着一段不稳定的关系，一方面遭受着公司不知道什么时候解除合同的困境，另一方面她妈妈又对她非常歇斯底里，徐英渐渐地疲倦了日常生活。有些时候当徐英进入42层的公司，她感到头晕耳鸣，而这段时间她的男朋友镇秀又突然辞职，她的压力变得更加巨大。某一天她向窗外望去，看到挂在城市楼宇之间的窗面清洁的冠宇（郑宰光 饰演），渐渐地萌生好感。

## 演员阵容

### 主要人物
- 千玗嬉 饰演  徐英
- 劉太旿 饰演 镇秀
- 鄭宰光 饰演 冠宇

### 其他人物
- 朴藝瑛 饰演 艺谈
- 罗美熙 饰演 度熙
- 全国香 饰演 徐英的母亲
- 尹尚华 饰演 冠宇的父亲
- 朴英秀 饰演 朴组长
- 李秀仁 饰演 冠顺
- 河道權 饰演 马尔科姆
- 全镇吾 饰演 耳鼻喉科院长

## 奖项荣誉

### 颁奖礼
| 年份 | 颁奖礼               | 奖项           | 入围者 | 结果 |
| ---- | -------------------- | -------------- | ------ | ---- |
| 2020 | 第7届野花电影奖      | 最佳配乐       | 金东基 | 提名 |
| 2020 | 第7届野花电影奖      | 最佳摄影       | 李成恩 | 提名 |
| 2020 | 第25届春史国际电影节 | 最佳新人男演员 | 劉太旿 | 提名 |
| 2021 | 第41屆青龍電影獎     | 最佳新人男演员 | 劉太旿 | 獲獎 |

### 电影节
- 2020年
  - 第24届釜山国际电影节
  - 第39届夏威夷国际电影节
- 2019年
  - 第22届远东电影节
  - 第24届加拿大奇幻电影节
  - 第25届伦敦韩国电影节